# Zölkow
Zölkow è un comune del Meclemburgo-Pomerania Anteriore, in Germania.
Appartiene al circondario (Kreis) di Ludwigslust-Parchim ed è parte della comunità amministrativa del Parchimer Umland.

## Storia
Zölkow fu citata per la prima volta nel 1328 come Tzollekowe, e costituiva un piccolo centro rurale.
Il 1º gennaio 2012 fu aggregato al comune di Zölkow il soppresso comune di Groß Niendorf.

## Suddivisione
Il comune di Zölkow comprende le frazioni di Groß Niendorf, Hof Grabow, Kladrum e Zölkow.